# Karl-Sautter-Stiftung
Die Karl-Sautter-Stiftung (Dr.-Karl-Sautter-Stiftung) wurde am 30. Januar 1949 aus Anlass des 25-jährigen Jubiläums der Ernennung von Karl Sautter am 1. Oktober 1923 zum Staatssekretär im Reichspostministerium von der Deutschen Bundespost gestiftet. Sie wurde 1971 zusammen mit der Heinrich-von-Stephan-Stiftung zur Studienstiftung der Deutschen Bundespost zusammengelegt.

## Zweck
Der Zweck der Stiftung war es den Kindern von Postangehörigen durch Beihilfen (Stipendien) ein Studium an einer Universität der Bundesrepublik einschließlich der Freien Universität in Berlin-Dahlem zu erleichtern. Dem Stiftungszweck diente der Ertrag des Stiftungsvermögens, dieses betrug:
- 1953: 200.000 DM[2] (würde heute 621.923 Euro entsprechen)
- 1956: 335.000 DM[3] (würde heute 995.375 Euro entsprechen).

Über die Gewährung von Studienbeihilfen entschied ein beim Bundespostministerium eingesetztes Kuratorium. 1953 wurden diese jährlich einmalig für das Wintersemester an „die würdigsten und bedürftigsten Söhne und Töchter von Beamten, Warte- und Ruhestandsbeamten, Angestellten und Arbeitern der Deutschen Bundespost und der Landespostdirektion Berlin verteilt“. 
- 1951 konnten 83 Studienbeihilfen im Gesamtbetrag von 9.500 DM gewährt werden,[5] durchschnittlich 114,45 DM pro Person, was heute 357,19 Euro entsprechen würde.
- 1955 konnten 95 Studienbeihilfen im Gesamtbetrag von 18.400 DM gewährt werden,[6] durchschnittlich 193,68 DM pro Person, was heute 591,59 Euro entsprechen würde.